# Routes secondaires
Pour plus de détails, voir Fiche technique et Distribution.
Routes secondaires (Carreteras secundarias) est un film espagnol réalisé par Emilio Martínez-Lázaro, sorti en 1997.

## Synopsis
En 1974, dans l'Espagne franquiste, Lozano, un vendeur, et son fils Felipe sillonnent la côte en Citroën DS.

## Fiche technique
- Titre : Routes secondaires
- Titre original : Carreteras secundarias
- Réalisation : Emilio Martínez-Lázaro
- Scénario : Ignacio Martínez de Pisón d'après son roman
- Musique : Roque Baños
- Photographie : Javier Salmones
- Montage : Iván Aledo
- Production : Ana Huete (productrice déléguée)
- Société de production : Canal+ España, Fernando Trueba Producciones Cinematográficas, Kaplan, Olmo Films, Sociedad General de Televisión et Sogepaq
- Pays :  Espagne
- Genre : Drame et romance
- Durée : 105 minutes
- Dates de sortie : 
  -  Espagne : 28 novembre 1997

## Distribution
- Antonio Resines : Lozano
- Fernando Ramallo : Felipe
- Maribel Verdú : Paquita
- Miriam Díaz-Aroca : Estrella
- Jesús Bonilla : Félix
- Maite Blasco : tante Elvira
- Ramón Langa : oncle Jorge
- Montserrat Carulla : la grand-mère
- Alicia Hermida : Benita
- Natalia Menéndez : tante Cristina
- Tania Adam : Miranda
- Kathya Adam : Amy
- Roger Álvarez : le père Apellániz
- Emilio Linder : Don Nicolás
- Luis G. Gámez : Ernesto

## Distinctions
Le film a été nommé pour deux prix Goya.